# Anse-Noire
Anse-Noire est un quartier de la commune des Anses-d'Arlet en Martinique.

## Géographie
Le village est situé au nord de Anse-Dufour. Il est accessible à pied par le sentier côtier venant de Anse Dufour. L'accès aux véhicules par la route est réservé aux résidents.

## Tourisme
La plage d'Anse Noire est très fréquentée par les touristes. Un ponton sert de débarcadère pour un petit club de plongé situé sur la plage. Il n'y a pas d'accès aux véhicules par la route pour les non résidents.

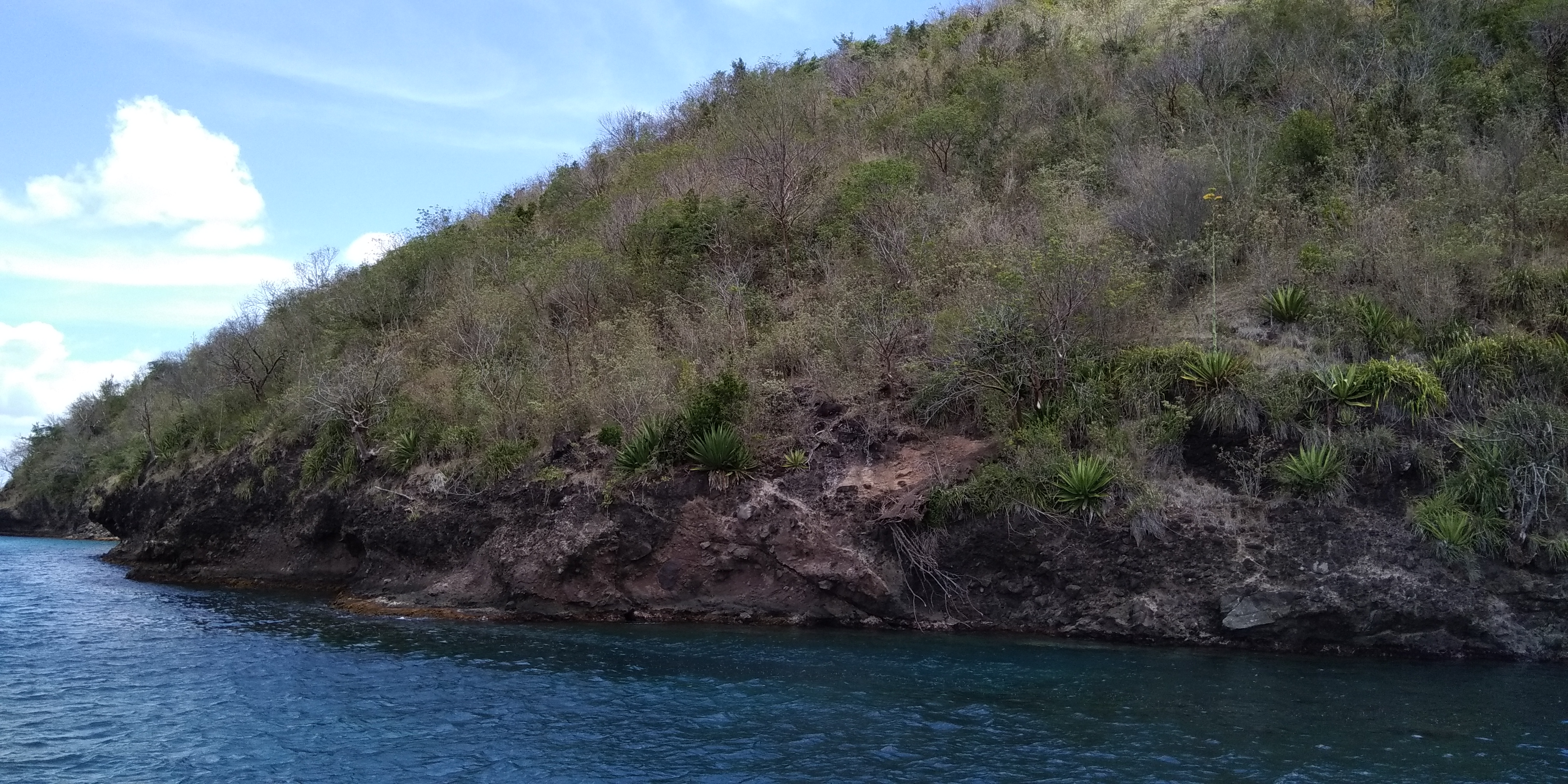
L'anse est formée à partir des écoulements de lave issus d'un volcan situé à l'emplacement du Morne Yoyo il y a 2,5 millions d'années[1].
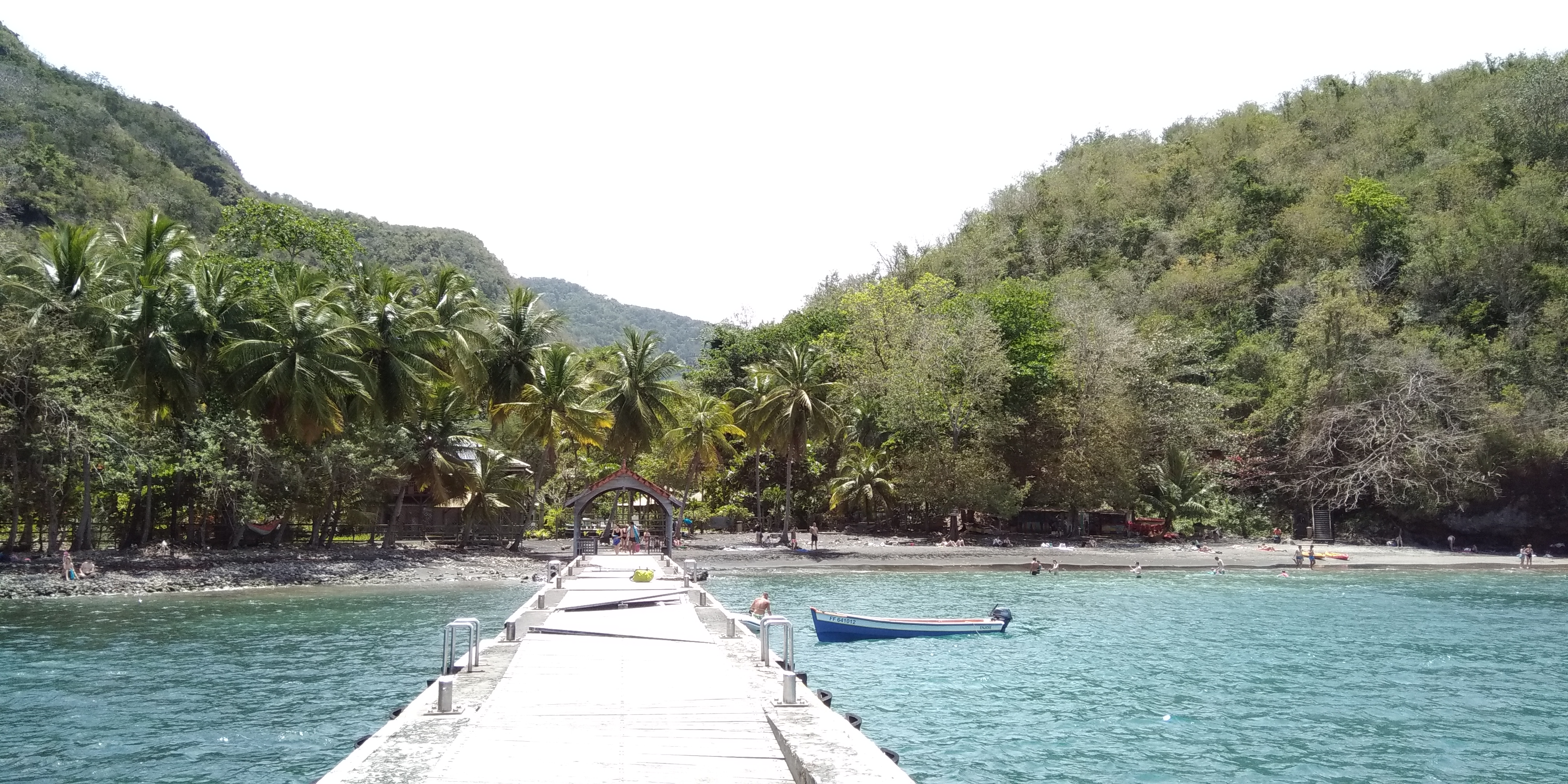
Vue depuis le ponton de Anse Noire.